# Habsburg Ernő osztrák főherceg
Ernő (németül: Ernst; Bécs, Ausztria, Szent Római Birodalom, 1553. július 15. – Brüsszel, Spanyol–Németalföld, Spanyol Birodalom, 1595. február 12.), Hasburg főherceg, II. Miksa német-római császár második legidősebb fia, Spanyol–Németalföld kormányzója 1594 és 1595. Ezt megelőzően Alsó- és Felső Ausztria kormányzója volt 1576 és 1593 között fivére, II. Rudolf császár megbízásából, valamint Belső-Ausztria régense 1590-től 1593-ig, a kiskorú III. Ferdinánd főherceg (a későbbi császár) mellett.

## Életrajza

### Származása és családja

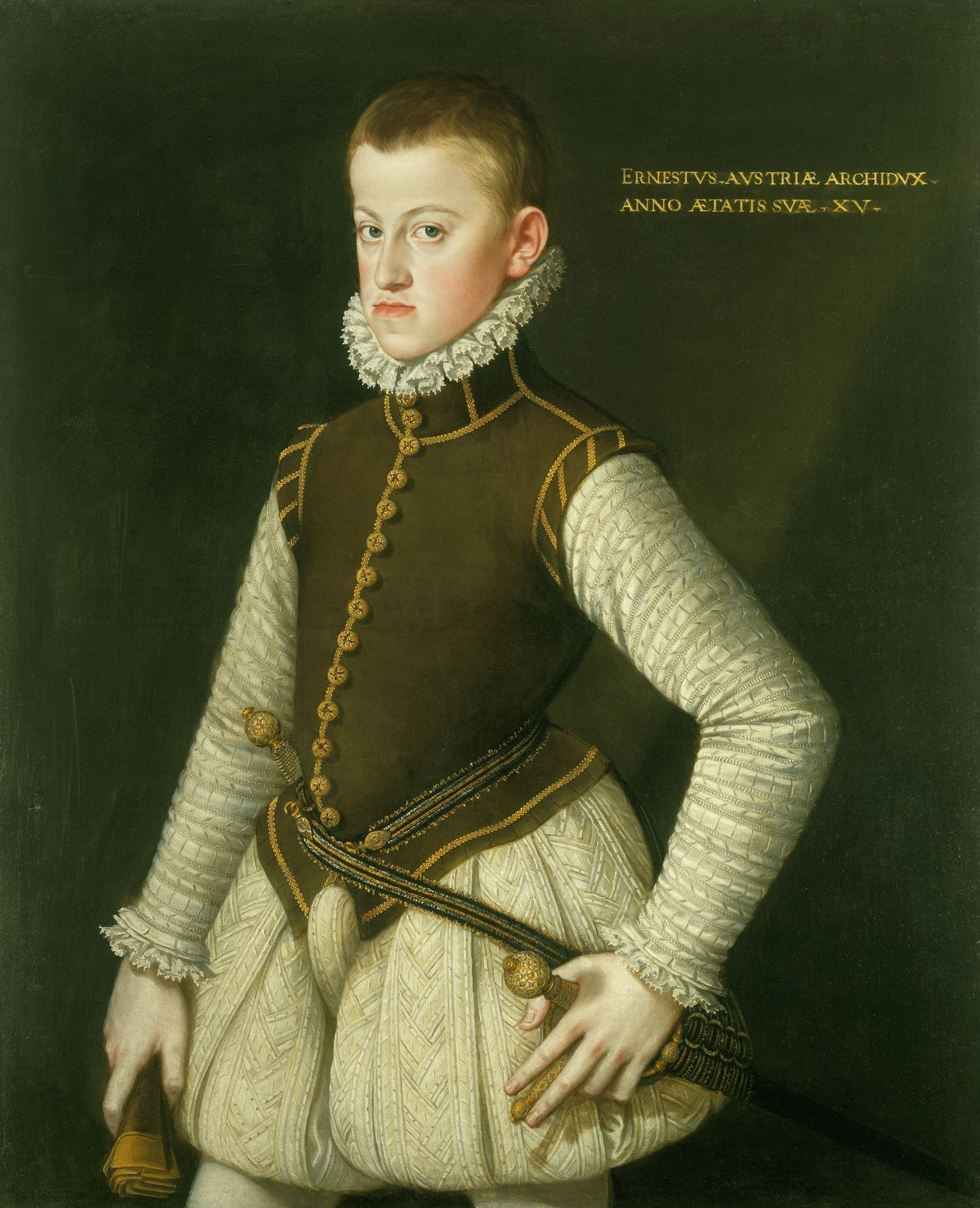
Az ifjú Ernő főherceg (Alonso Sánchez Coello, 1568, Windsori kastély)

1553. július 15-én született Bécsben, Ausztriában, a Hasburg-ház osztrák ágának tagjaként. I. Ferdinánd német és magyar király unokája volt (nagyapja 1556-ban lett német-római császár). Édesapja, Miksa, 1564-ben örökölte apja címeit és lett a Szent Római Birodalom császára. Édesanyja, Ausztriai Mária szintén Hasburg volt, a család spanyol ágának tagja, a lemondott V. Károly német-római császár leánya. Így szülei közeli rokoni kapcsolatban álltak: elsőfokú unokatestvéri voltak egymásnak.
Miksának és Máriának összesen tizenhat gyermeke született. Ernő volt a negyedik, egyben a harmadik fiú, bár az 1551-ben született Ferdinánd testvére alig több mint egy évvel születését követően, 1552-ben, még Ernő születése előtt elhunyt, így a két testvér nem ismerhette egymást. Gyermekkorát a Spanyol Birodalomban töltötte, ahol fivérével, Rudolffal (a leendő császárral) anyai nagybátyjuk, II. Fülöp spanyol király udvarában tanultak.

### A kormányzó

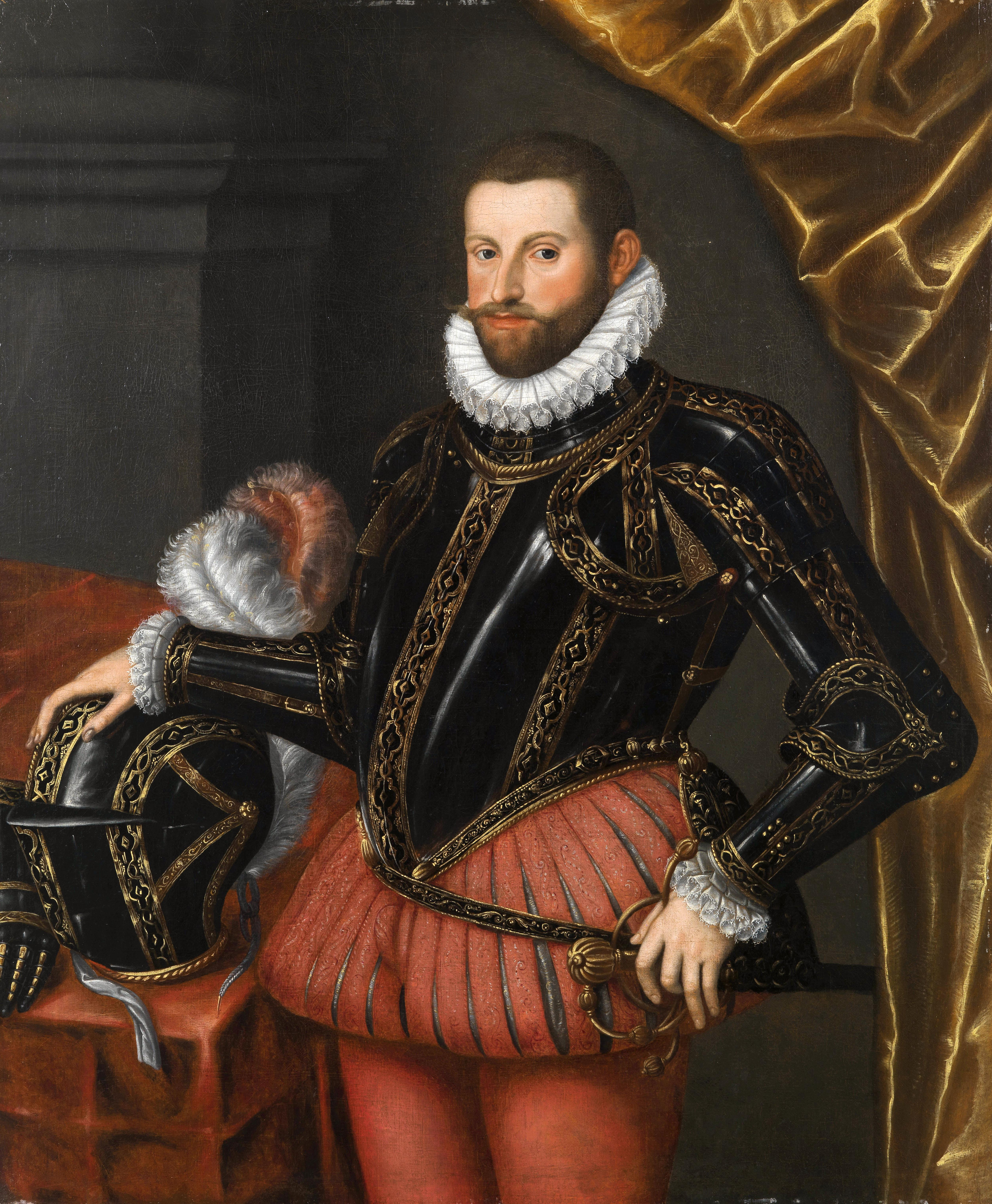
Ernő főherceg portréja (Martino Rota, 1580 körül, Prado)

1572-ben elhunyt II. Zsigmond Ágost lengyel király, ezzel férfiágon kihalt a Jagelló-ház. Miksa császár a két nemzet köztársaságának megüresedett trónjára Ernő fiát jelöltette. Kezdetben a főherceg számított az egyik legerősebb jelöltnek, ám a lengyel nemesség tartva attól, hogy Habsburg-mintára abszolút hatalmat vezetne be, továbbá, hogy a katolikus főherceg nem lesz toleráns a protestánsokkal, valamint, hogy az Oszmán Birodalommal háborúzó Habsburgok a Nemzetközösséget is bevonják a konfliktusba – Ernővel szemben IX. Károly francia király öccsét, Valois Henriket választották királlyá. Az 1576-os királyválasztáson ismét erős jelöltként tűnt fel apja és nagybátyja, II. Ferdinánd főherceg mellett, ám nagy meglepetésre végül Báthory István erdélyi fejedelmet választották uralkodóvá.
1576-ban bátyja, Rudolf császár Ernőt Alsó- és Felső-Ausztria kormányzójává nevezte ki, valamint 1577-ben a Magyar Királyság katonai főkormányzójává – a főherceg az előbbit 1593-ig, míg utóbbit 1592-ig töltötte be. 1590-ben meghalt nagybátyja, II. Károly főherceg. Kiskorú fiának, III. Ferdinánd főhercegnek gyámságát Belső-Ausztriában ő vette át. Két évvel később, a tizenöt éves háború során a magyarországi Habsburg-hadak élén vereséget szenvedett a töröktől.

A főherceg tulajdonában lévő Aratók c. Pieter Bruegel festmény

Nagybátyja, II. Fülöp spanyol király megbízta a Spanyol–Németalföld kormányzásával. Ernő csak 1594-ben érkezett Brüsszelbe, és 1595 februárjában el is hunyt. Kormányzóságának alig több, mint egy éve túl rövid idő volt ahhoz, hogy nagyobb politikai jelentőségűvé váljon. A Habsburgok műgyűjteményeinek szempontjából azonban a főherceg-kormányzó igen fontos lépést tett, amikor a németalföldi Pieter Brueghel festőművész munkásságára felfigyelve, beajánlotta őt a császári udvarba.